# Sonatan Kisku
Sonatan Kisku (ur. 15 maja 1969 w Kaudia) – indyjski duchowny rzymskokatolicki, biskup pomocniczy Dumka od 2025.  

## Życiorys

### Prezbiterat
Święcenia kapłańskie przyjął 15 kwietnia 2002 i został inkardynowany do diecezji Dumka. 

### Episkopat
12 kwietnia 2025 roku papież Franciszek mianował go biskupem pomocniczym Dumka ze stolicą tytularną Zarna.  Sakry udzielił mu 13 czerwca 2025 biskup diecezjalny Dumka, Julius Marandi. 